# Шелиа, Рудольф фон
Ру́дольф фон Ше́лиа (иногда в русском написании — фон Шелиха) (нем. Rudolf von Scheliha; (31 мая 1897, поместье Цессель, Силезия, Германская империя, ныне Чешле, Польша — 22 декабря 1942, Берлин, Германия) — барон, немецкий дипломат, агент советской разведки (оперативный псевдоним Ариец).

## Биография
Участник Первой мировой войны 1914—1918 гг., награждён Железным крестом 1-го и 2-го класса, серебряной медалью за ранение. Учился в университете Бреслау, получил юридическое образование. С 1922 на дипломатической службе: был атташе в Праге, Анкаре, вице-консулом в Катовице. В 1930 году переведён в Варшаву. Член НСДАП с 1933 года. С августа 1939 г. работал в центральном аппарате МИД Германии, возглавлял группу «Отделы по территориальным секторам», в которую входили области Центральной и Восточной Европы.

### Работа на советскую разведку
В 1937 году во время работы в посольстве Германии в Варшаве был завербован советской военной разведкой. Пытался помогать своим еврейским и польским друзьям; при этом работал на материальной основе. Связь с Центром поддерживал через агента Альту (Ильза Штёбе). Поставлял в Москву ценную информацию политического характера, в частности, в конце декабря 1940 года сообщил о разработке «Директивы 21» (плана нападения на СССР, более известного под названием «Барбаросса»).
В 1942 году гестапо арестовало связного, направленного Москвой к Шелиа, и через него вышло на самого Арийца. На допросах Шелиа выдал Штёбе, уже арестованную к тому времени. Был осуждён за государственную измену и казнён.